# Имлек
Имлек а.д. (пуно име: Акционарско друштво Индустрија млека и млечних производа Имлек Падинска Скела) српска је прехрамбена компанија са седиштем у Београду. Сматра се највећом компанијом млекарске индустрије у Србији. Бави се производњом млека, јогурта и других млечних производа.
Основана је 1953. године. Послује на територијама Србије, Црне Горе, Босне и Херцеговине и Северне Македоније. Компанија има четири производна погона у Србији, један у БиХ (млекара Млијекопродукт из Козарске Дубице) и један у Северној Македонији (Бимилк из Битоља).
Године 2003/2004. године Имлек је купио инвестиционом фонд Солфорд. У априлу 2010. инвестициони фонд Денјуб фудс је постао власних 80 % акција. Од априла 2015. године компанија Имлек је у већинском власништву фонда Мид Европа.

## Историја
Прва млекара у оквиру ПКБ-а (Пољопривредни комбинат „Београд”) је основана 1953. на газдинству Лепушница у Глогоњском Риту. Млекара је имала око 800 крава које су давале између 3,5 и 5 хиљада литара млека дневно за београдско тржиште. Године 1957. добија линију за пастеризацију и флаширање 30.000 литара дневно. Укупна производња свежег млека је 1963. износила преко 21. милиона литара годишње, а између 1977. и 1982. прерада млека је износила између 140 и 160 милиона литара млека годишње. 2003/2004. Имлек продала инвестиционом фонду Солфорд. У априлу 2010. инвестициони фонд Денјуб фудс је постао власних 80 % акција.

## Производи
- Млеко (свеже, дуготрајно и млеко са додацима)
- Кисело млечни (јогурт, кисело млеко и павлаке)
- Сир (полутврди, бели и топљени)
- Маслац
- Десерти